# Pterocaesio randalli
Pterocaesio randalli är en fiskart som beskrevs av Carpenter, 1987. Pterocaesio randalli ingår i släktet Pterocaesio och familjen Caesionidae. Inga underarter finns listade i Catalogue of Life.